# Нубарашен
40°05′31″ пн. ш. 44°32′57″ сх. д. / 40.0919° пн. ш. 44.5492° сх. д.
Нубарашен (вірм. Նուբարաշեն վարչական շրջան) — один із 12 районів Єревана, столиці Республіки Вірменія. Розташований у південно-східній частині міста. Межує з районами Шенгавіт та Еребуні з півночі, а зі сходу, півдня та заходу — з Араратом.

## Демографія
За даними перепису 2011 року, населення району становило 9,561 особи (0,9% населення Єревана). За офіційною оцінкою 2016 року, населення району становить близько 9 800 осіб, що робить Нубарашен найменш населеним районом Єревана.
Нубарашен переважно населений вірменами, які належать до Вірменської апостольської церкви. У районі знаходиться церква Святих Мучеників, відкрита 25 квітня 2015 року на відзначення 100-ї річниці геноциду вірмен. Будівництво було розпочато у 2012 році та завершено у 2015 році. Церкву спроєктував архітектор Артак Гулян, а кошти пожертвував Гагік Царукян.

## Культура
Нубарашенська музична школа працює з 1935 року, а Нубарашенська бібліотека №34 — з 1936 року.
У районі встановлено багато пам'ятників, зокрема:
- Меморіал пам'яті жертв Другої світової війни в Нубарашені, встановлений у 1973 році
- Бюст Гевонта Алішана, встановлений у 2004 році
- Меморіал жертвам Першої нагірнокарабаської війни в Качкар

## Транспорт
Нубарашенська дорога є основним під'їздом, що з'єднує район з рештою Єревана, переважно через район Еребуні. Нубарашен має прямий доступ до сусіднього села Джрашен, розташованого на південному заході району.
Район обслуговується громадським транспортом — автобусами та мікроавтобусами, що забезпечують пряме сполучення з центром Єревана.

## Освіта
Станом на 2016-2017 роки в Нубарашені є 2 державні загальноосвітні школи, а також 2 школи для дітей з особливими потребами.

## Галерея

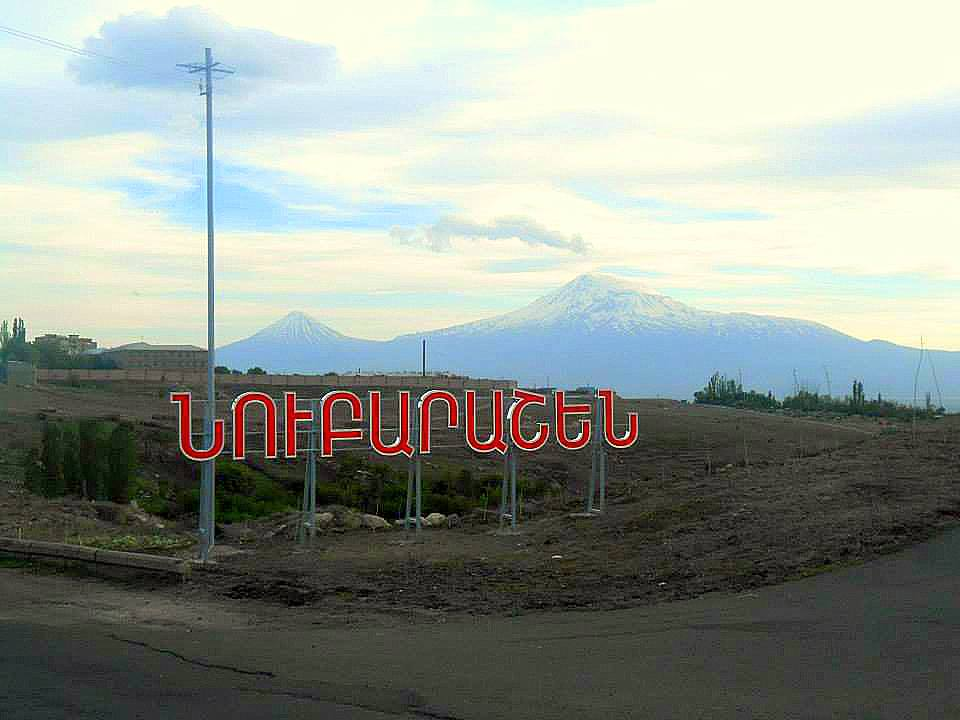
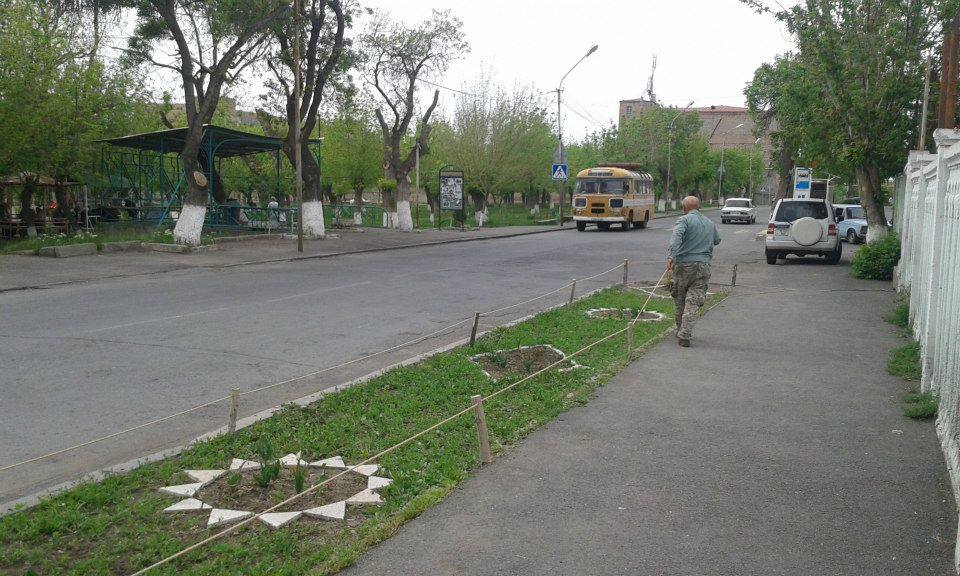
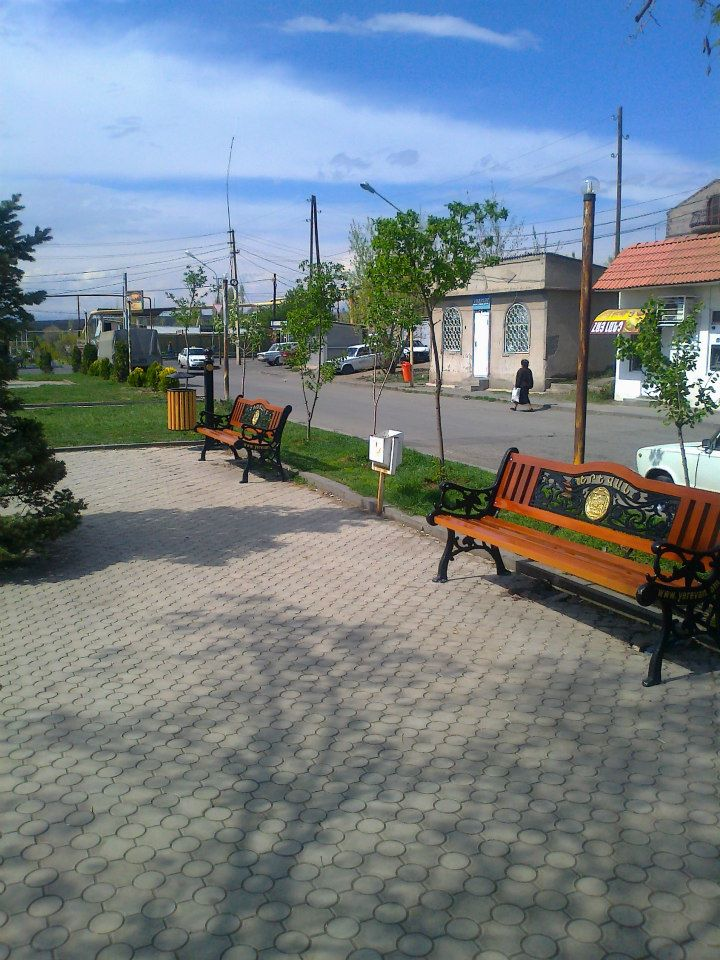
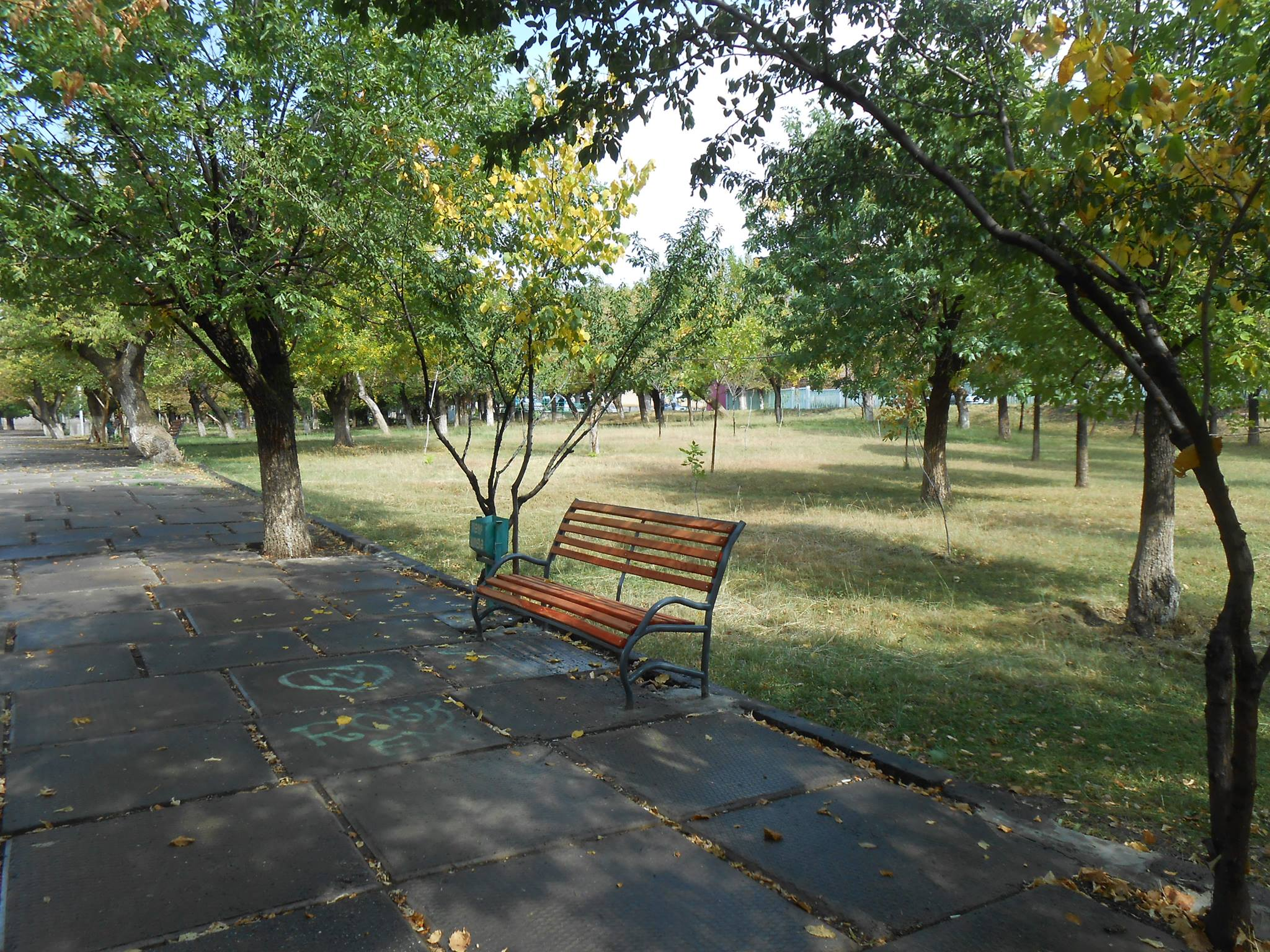
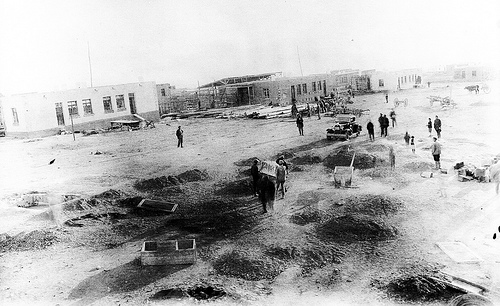